# نسب الجسم

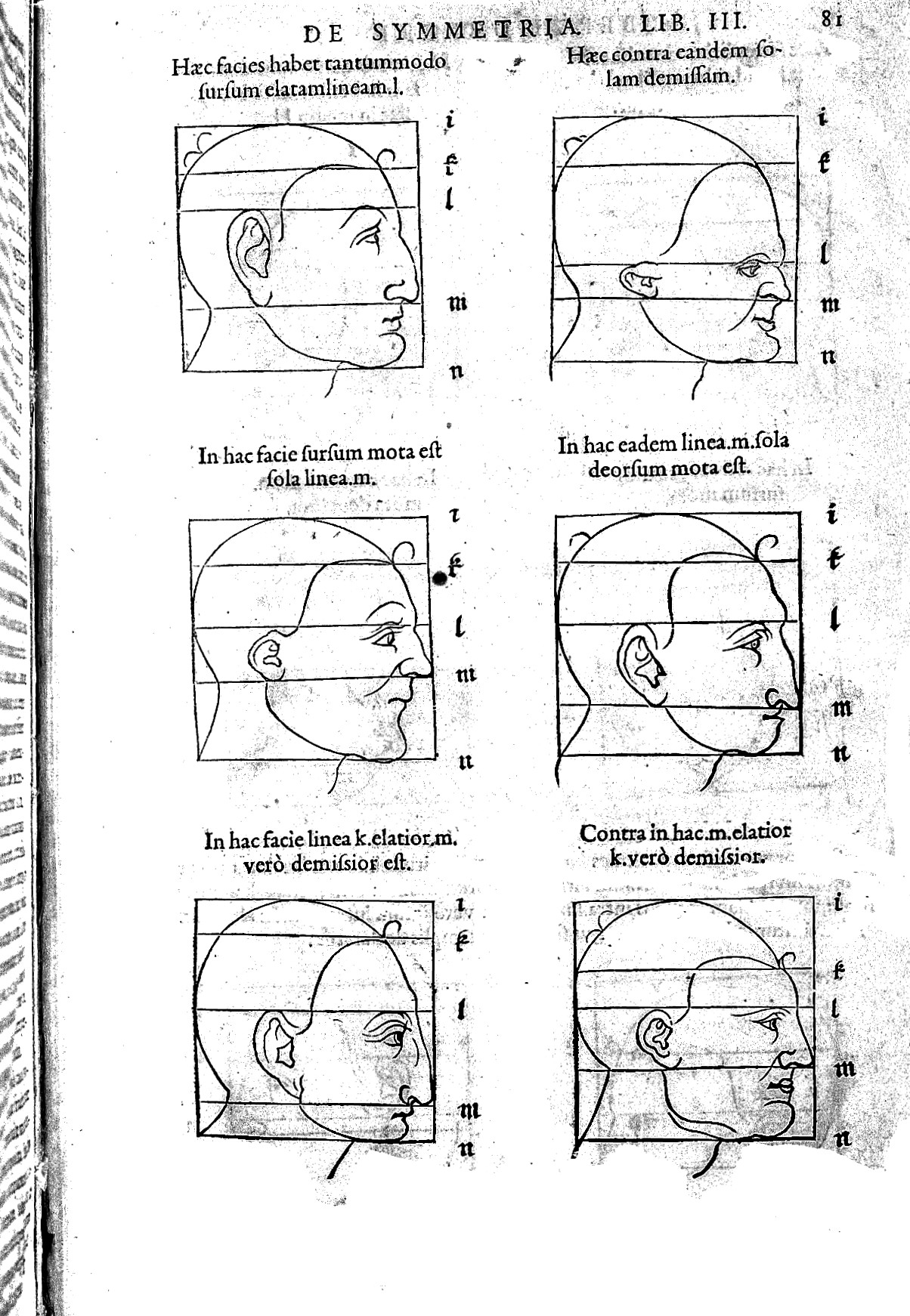
بعض من مقاييس نسب الوجه (Facial proportions)

نسب الجسم (بالٳنجليزية: Body proportions) في حين أن هناك تباينا كبيرًا في النسب التشريحية  بين الأشخاص، هناك العديد من الٳشارات عن نسب الجسم التي تهدف لٲن تكون أساسية في بعض المجالات سواء في الفن أو القياس أو الطب.
في القياس، غالبًا ما تُستخدم نسب الجسم لربط قياسين أو أكثر بناءً هذا الجسم، على سبيل المثال، الذراع من المفترض أن يكون طوله ستة راحات يد، حيث يتم أخذ مدى ليكون 9 بوصات، وكان يُنظر إليه سابقًا على أنه نصف ذراع. وعلى الرغم من ملاءمة هذه النسب، فقد لا تعكس الاختلاف الفسيولوجي للفرد الذي يستخدمها.
وعلى نحو مماثل، في الفن، تمثل نسب الجسم دراسة العلاقة بين أجزاء الجسم البشري أو الحيوان، وبين بعضها البعض، وبين الكل. تستخدم هذه النسب في تصوير الشكل (بدرجات متفاوتة طبيعية أو مثالية أو منمقة)، وقد تصبح جزءًا من قانون جمالي داخل الثقافة.

## أساسيات النسب البشرية
من المهم في الرسم التوضيحي رسم النسبة بين البشر. ورغم وجود اختلافات دقيقة بين الأفراد، إلا أن النسب البشرية تتناسب مع نطاق قياسي إلى حد ما، على الرغم من أن الفنانين حاولوا تاريخياً خلق معايير مثالية، والتي تباينت بشكل كبير على مدى فترات ومناطق مختلفة. في الرسم التوضيحي الحديث تكون وحدة القياس الأساسية هي الرأس، وهي المسافة من أعلى الرأس إلى الذقن. وحدة القياس هذه قياسية بشكل معقول، وتستخدم منذ فترة طويلة من قبل الفنانين لتحديد نسب الشكل البشري. استخدم الفن المصري القديم قانون نسبي يستند إلى«القبضة»، التي تم قياسها عبر المفاصل، حيث كانت 18 قبضةً من الأرض إلى خط الشعر على الجبهة. تم تأسيس هذا بالفعل من قبل لوحة نارمر من حوالي القرن 31 قبل الميلاد، وظل قيد الاستخدام حتى غزو الإسكندر الأكبر على الأقل بعد حوالي 3000 عام.

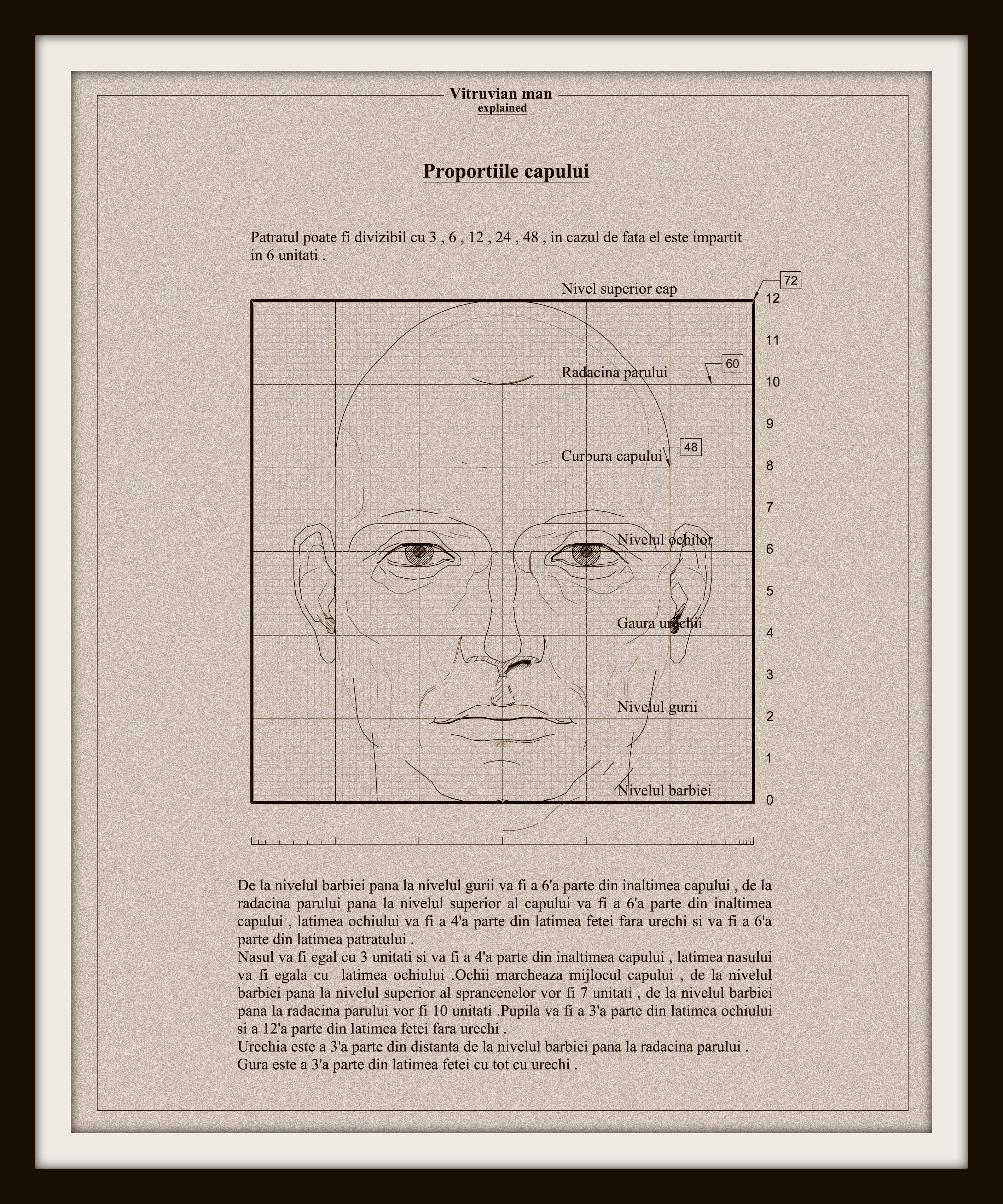

النسب المستخدمة في رسم الشكل هي: [بحاجة لمصدر]
- يبلغ متوسط طول الشخص العادي عمومًا 7 رؤوس ونصف (بما في ذلك الرأس) .
- رسم شكل مثالي، يستخدم هذا الرسم عند استهداف ظهور طبقة النبلاء أو أصحاب الفضل ويكون بارتفاع 8 رؤوس.
- الشخصية البطولية التي استخدمت في تصوير الآلهة والأبطال الخارقين يبلغ طولها ثمانية رؤوس ونصف. ويأتي معظم الطول الإضافي من صدر أكبر وأرجل أطول.

## المثل الأعلى الغربي

### نسبة الساق إلى الجسم

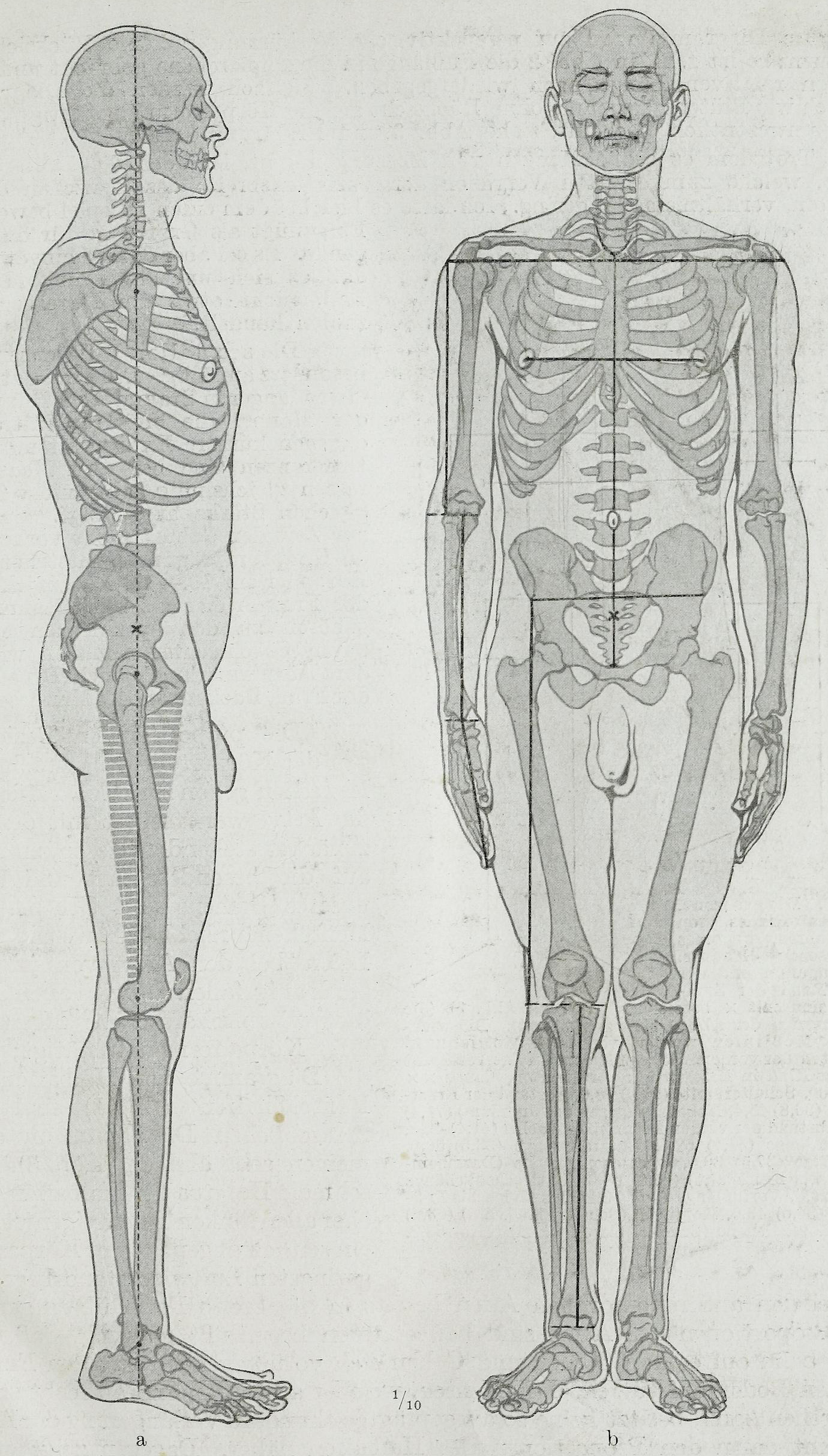
نسب بشرية تم وضعها في رسم توضيحي من كتاب نصي تشريحي من القرن العشرين. هيرمان بريوس، 1921.

وَجدت دراسة أُجريت باستخدام المشاركين البولنديين من جانب سوركوفسكي أن الساقين الأطول بنسبة 5٪ من ساقين الفرد المستخدم كمرجع تعتبر أكثر جاذبية. خلصت الدراسة إلى أن هذا التفضيل قد يكون نابع من تأثرهم بسيقان عارضي الازياء. وقد تم انتقاد دراسة سوركوفسكي لاستخدامها صورة لنفس الشخص بأطوال أرجل معدلة رقميًا، مما أدى إلى شعور ماركو بيرتاميني [من؟] بأنها غير واقعية.
وَجدت دراسة أخرى باستخدام مشاركين بريطانيين وأمريكيين، أن نسب الساق إلى الجسم متوسطة الطول هي الأكثر مثالية.
دراسة أجراها سوامي وآخرون، أظهرت أن الرجال والنساء الأمريكيون اظهروا تفضيلاً للرجال ذوي الأرجل المساوية بطولها لبقية أجسادهم، وللنساء اللواتي لديهن أرجل أطول من باقي أجسادهم بنسبة 40%. واختتم الباحث كلمته بأن هذا التفضيل قد تأثر بالثقافة الأمريكية، حيث يتم تصوير النساء اللواتي طال أمدهن على أنهن أكثر جاذبية. وقد تعرضت دراسة سوامي وآخرون للانتقاد بسبب استخدامهم صورة لنفس الشخص الذي تغيرت أطوال ساقه رقمياً، والتي شعر ماركو برتاميني بأنها غير واقعية. كما انتقد بيرتاميني دراسة سوامي لأنها لم تغير طول الساق إلا مع الحفاظ على طول الذراع ثابتا. ومع ذلك، فإن دراسة بيرتاميني الخاصة التي استخدمت أشكال العصا عكست دراسة سوامي، من خلال إيجاد تفضيل أكبر للنساء ذوات الأرجل الأطول.
هناك قياس شائع آخر يتعلق بنسبة الساق إلى الجسم وهو نسبة الجلوس إلى الارتفاع (SHR). نسبة ارتفاع الجلوس هي نسبة طول الرأس بالإضافة إلى طول العمود الفقري إلى إجمالي الارتفاع المرتبط بنسبة الساق إلى الجسم. تم العثور على SHR مختلفة للغاية بين الأفراد من أصول مختلفة. وقد أُفيد أن الأفراد ذوي الأصول الأفريقية لديهم متوسط طول ساق أطول، أي أقل من الأفراد من أصول أوروبية. وقد كشفت دراسة أجريت في عام 2015 أن هذا الاختلاف يرجع بشكل أساسي إلى الاختلافات الجينية، وأن الفرق بين الأفراد الأفارقة والأوروبيين كبير مثل انحراف معياري واحد.

### رجال العضلات ونساء نحيفات
وجدت دراسة أُجريت عام 1999 أن "شخصيات (الحركة) نمت عضلاتها بمرور الوقت، حيث تجاوزت عضلات العديد من الشخصيات المعاصرة حتى أكبر أبطال كمال الأجسام البشرية"، مما يعكس نموذجًا ثقافيًا أمريكيًا لرجال العضلات الضخمة، كما ان الدمى النسائية تعكس المثل الثقافي المثالي للنحافة عند النساء. 

## في الفن

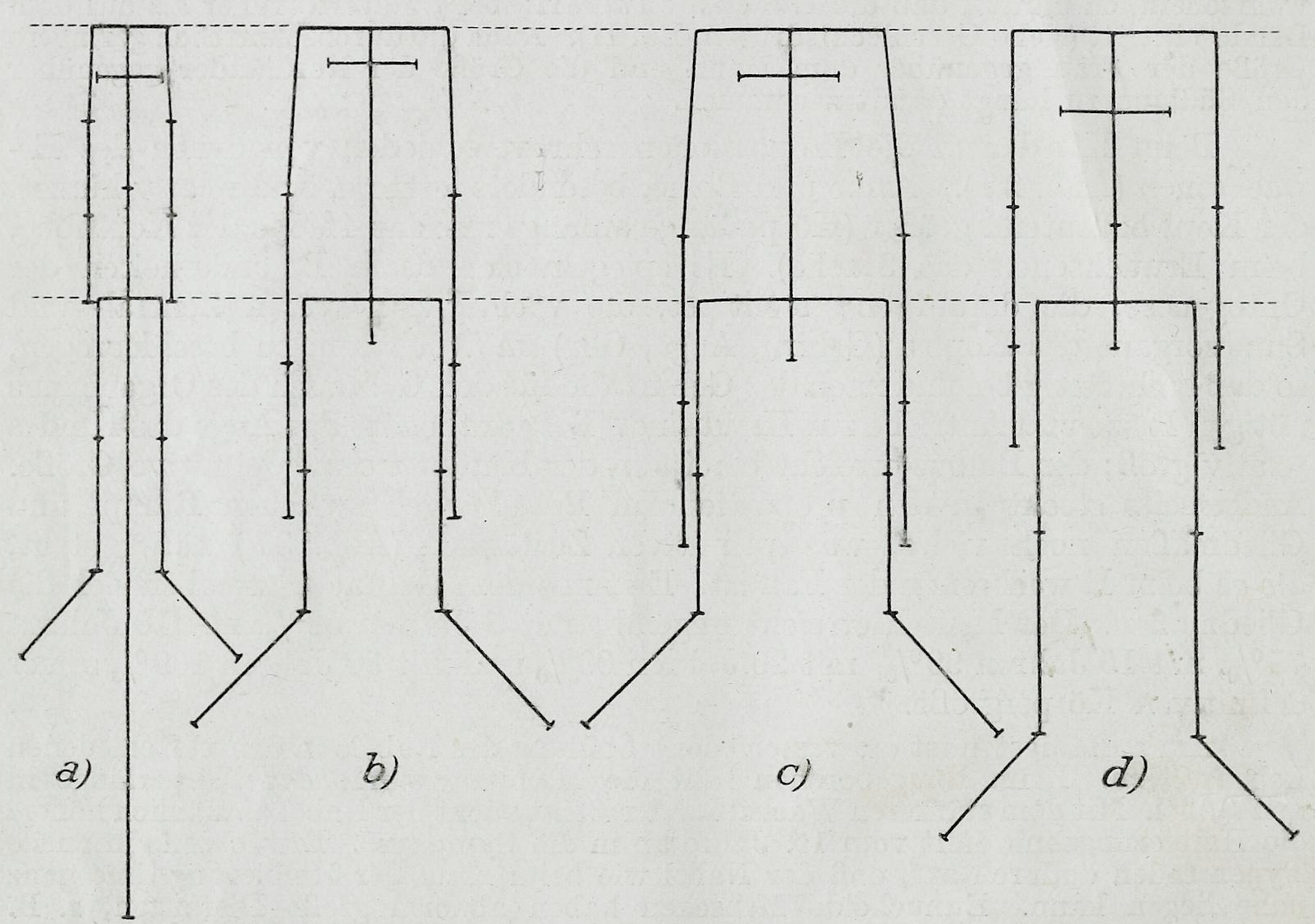
توضيح مبسط للنسب بين القردة.
أ) الليمور الأسود
ب) الشمبانزي
ج) غوريلا
د) الإنسان

اقرأ المزيد: الرياضيات والفن

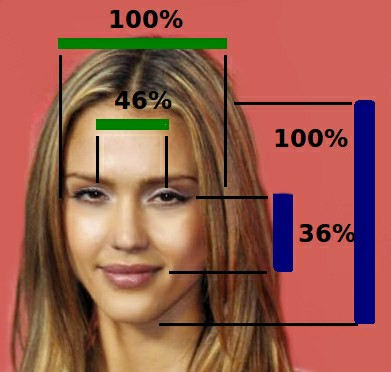
وجدت دراسة أجرتها جامعة تورنتو أن نسب الوجه المثالية لجيسيكا ألبا كانت قريبة من متوسط كل ملامح النساء.

النحات اليوناني القديم بوليكليتوس، المعروف بنحته ذو المقاييس المثالية لدوريفوروس، في (حوالي 450-420 قبل الميلاد) كتب قانونًا مؤثرًا يصف النسب التي يجب اتباعها في النحت،  يطبق القانون المفاهيم الرياضية الأساسية للهندسة اليونانية مثل النسبة، والتناسب، والتناسق (اليونانية «للنسب المتناغمة») وقد خلق نظام قادر على وصف الشكل البشري من خلال سلسلة من التقدم الهندسي المستمر. يستخدم بوليكليتوس عظام السلامى للأصبع الصغير كوحدة أساسية لتحديد نسب الجسم البشري. ويقوم بزيادة هذا الطول بشكل متكرر عن طريق √2 للحصول على الحجم المثالي للأنواع الأخرى من السلاميات، اليد، الساعد، الذراع العلوي بدوره.

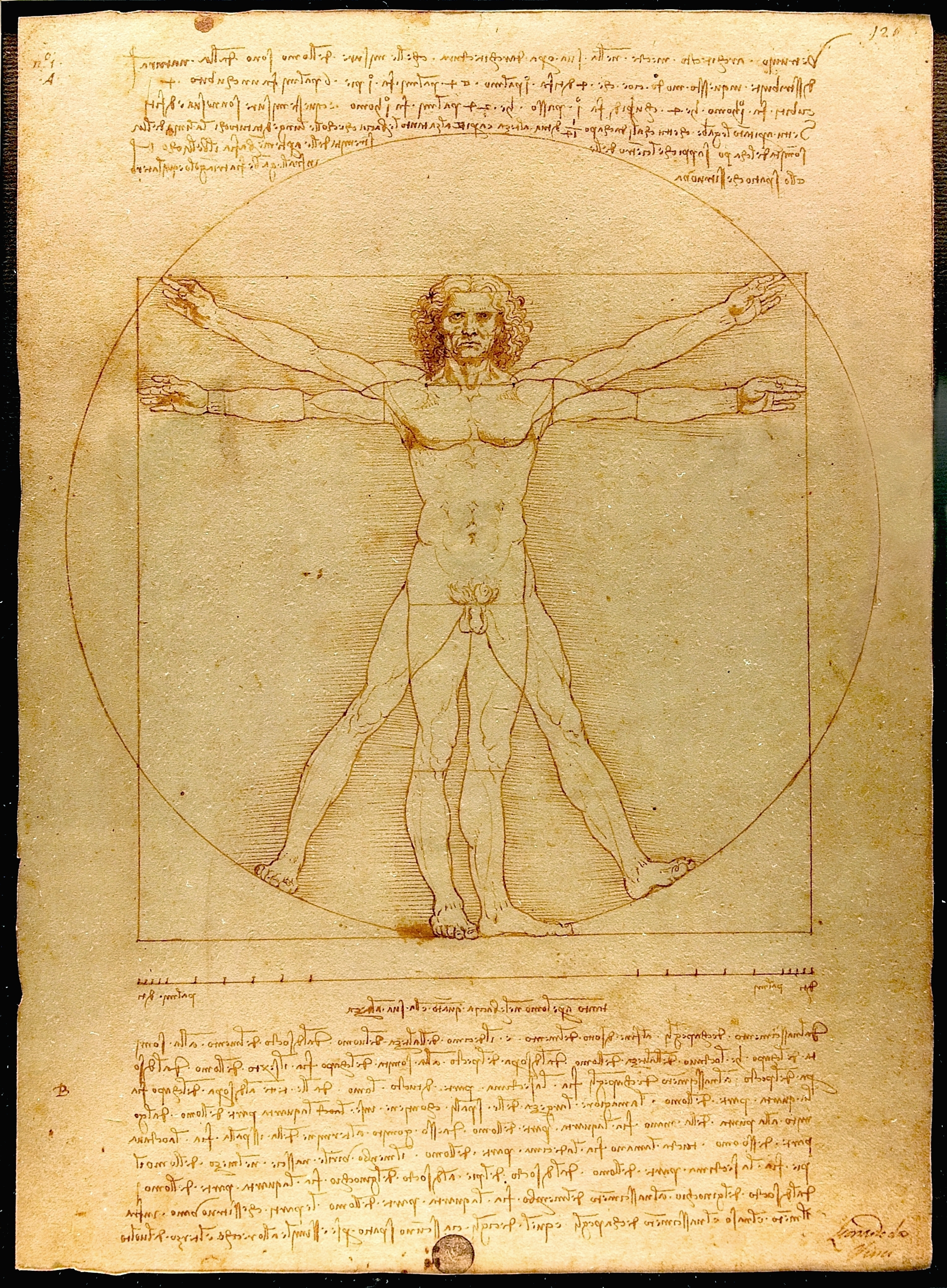
رجل فيتروفيان، (حوالي 1492)، بقلم ليوناردو دافنشي

كان ليوناردو دافنشي يعتقد أن الأبعاد الإنسانية المثالية تتحدد وفقاً للنسب المتناغمة التي تصور أنها تحكم الكون، ان الرجل المثالي سوف يدخل في دائرة كما يصور رسمه الشهير لرجل فيتروفيان (حوالي عام 1492).
كانت المعلومات المسجلة لليوناردو حول نسب الجسم النسبية ــ مع مقارنات بين اليد والقدم وأطوال لأجزاء أخرى من الجسم ــ أكثر من القياسات الفعلية. لقد كان كاتب ملاحظات مذهل ورسام صغير. وبعد عام 1490 ترك مخطوطات ضخمة بما في ذلك دراسات عن النسب. وقد تم جمعها وترجمتها إلى اللغة الإنجليزية من قبل جان بول ريشتر ونشرت في عام 1883.
قام أفارد ت. فيربانس بالتدريس في خمس جامعات، استُخدمت دراساته للتعليم في الكلية، رُسمت الرسوم التوضيحية الرئيسية للذكور والإناث (1936) لمرافقة نظام ليوناردو ذو النسب النسبية، وأقام أكثر من 100 نصب تذكاري عام على مدى حياته المهنية التي استمرت 75 عاماً. نشر ابنه يوجين ف. فيربانكز كتباً تستند إلى هذه الدراسة ودراسته الخاصة لنسب الأطفال.

## صور إضافية

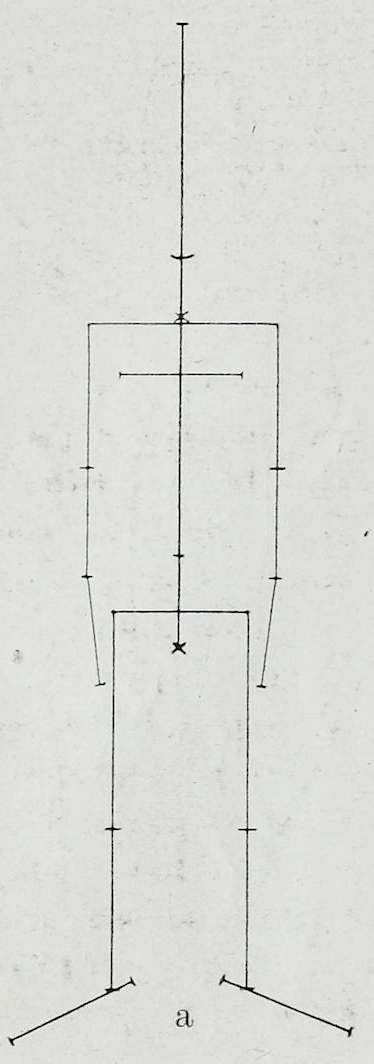
طفل يبلغ من العمر عام ونصف.
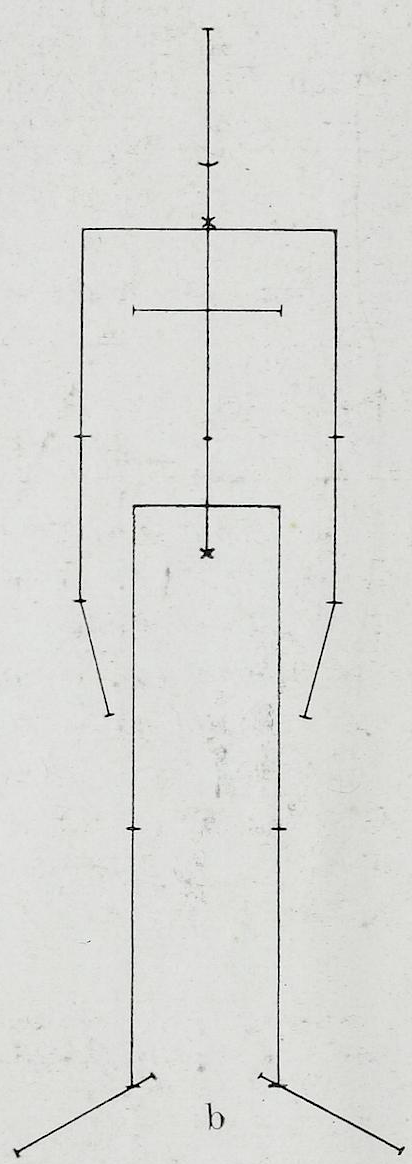
رجل بالغ.
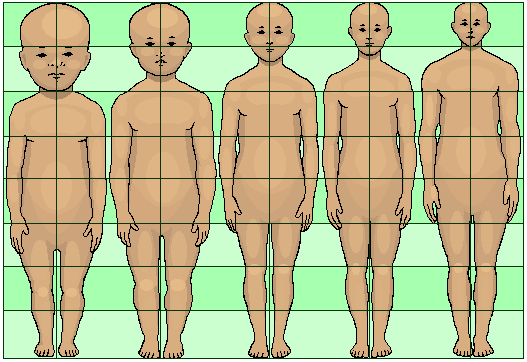
تتغير النسب الجسمية للٳنسان مع العمر.
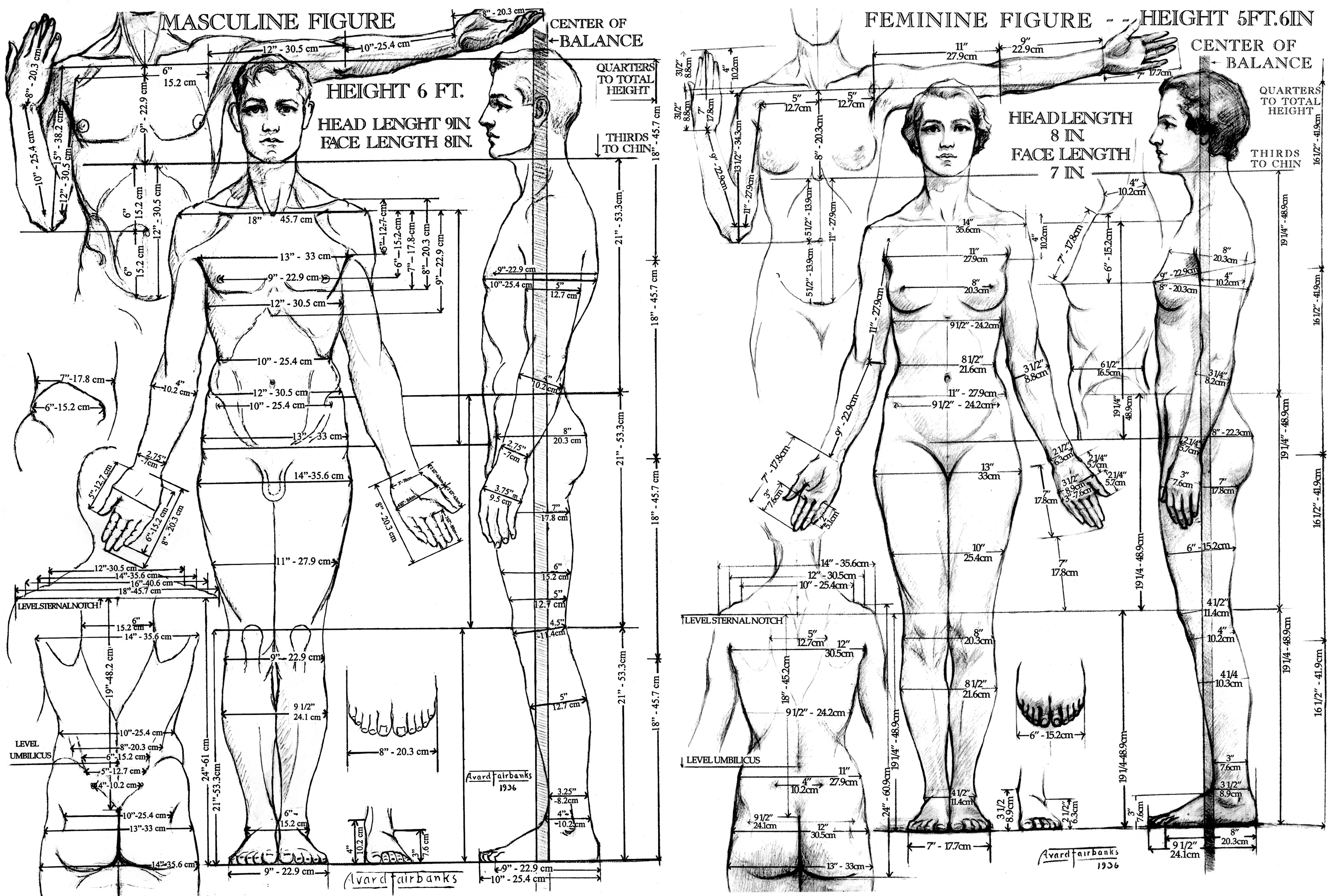
تطورت رسومات أفارد ت. فيربانك خلال حياته المهنية في التدريس. وقد استخدمت هذه الصورة في كتاب يوجين ف. فيربانكز عن الأبعاد الإنسانية للفنانين.
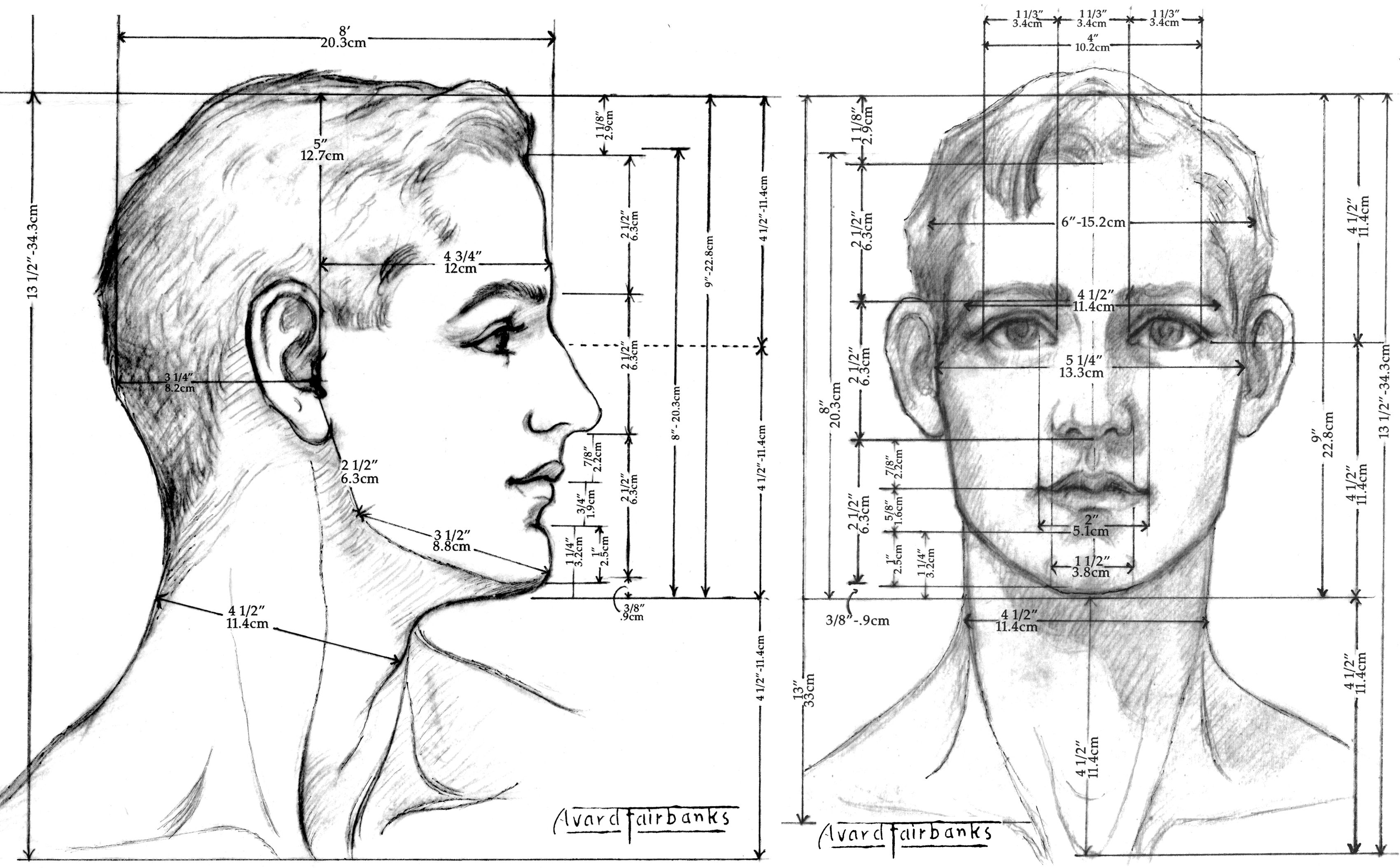
أفارد فيربانك رسم نسب للرأس والرقبة عند الذكر, عام 1936.
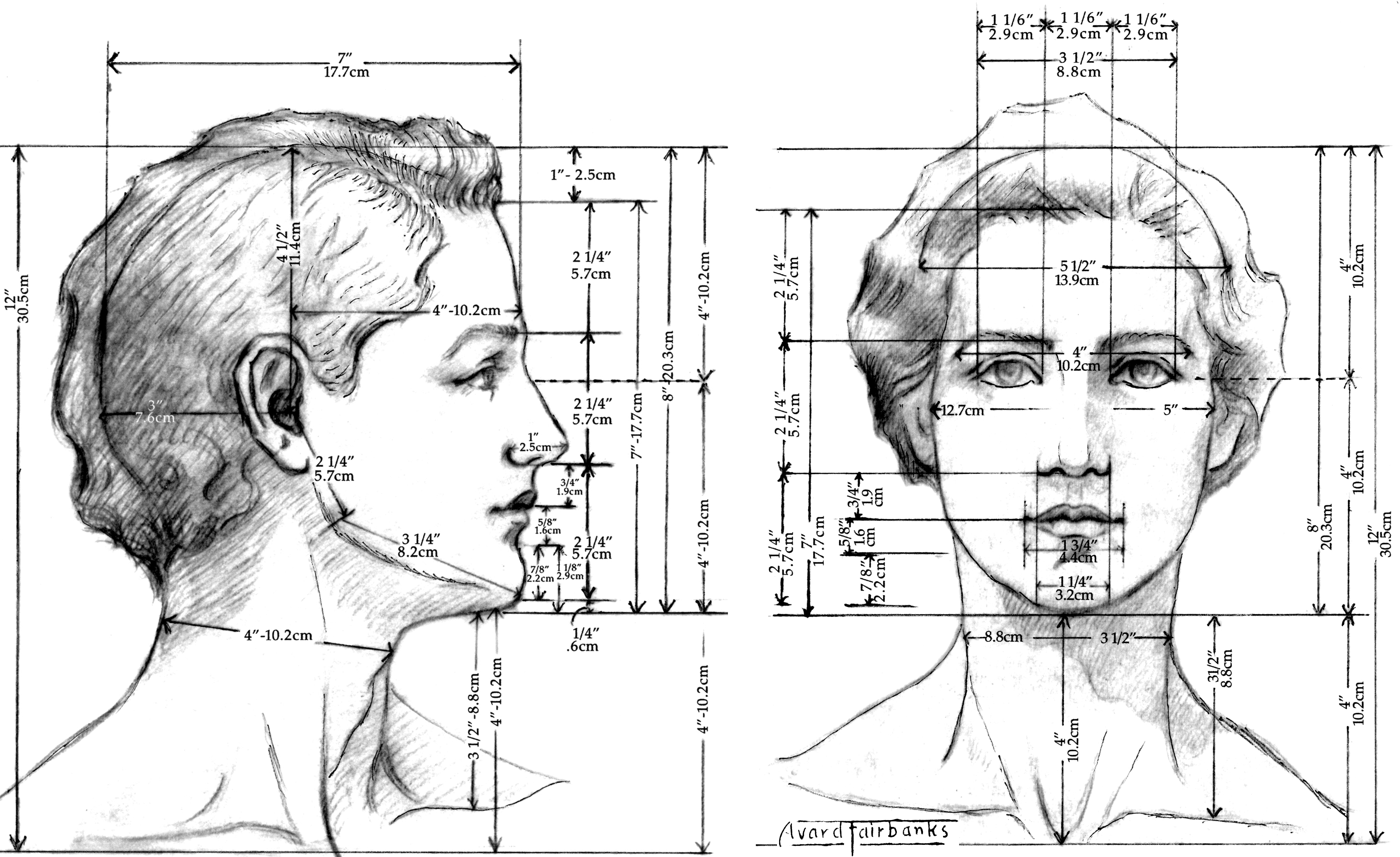
أفارد فيربانك رسم نسب للرأس والرقبة عند الٲنثى, 1936.
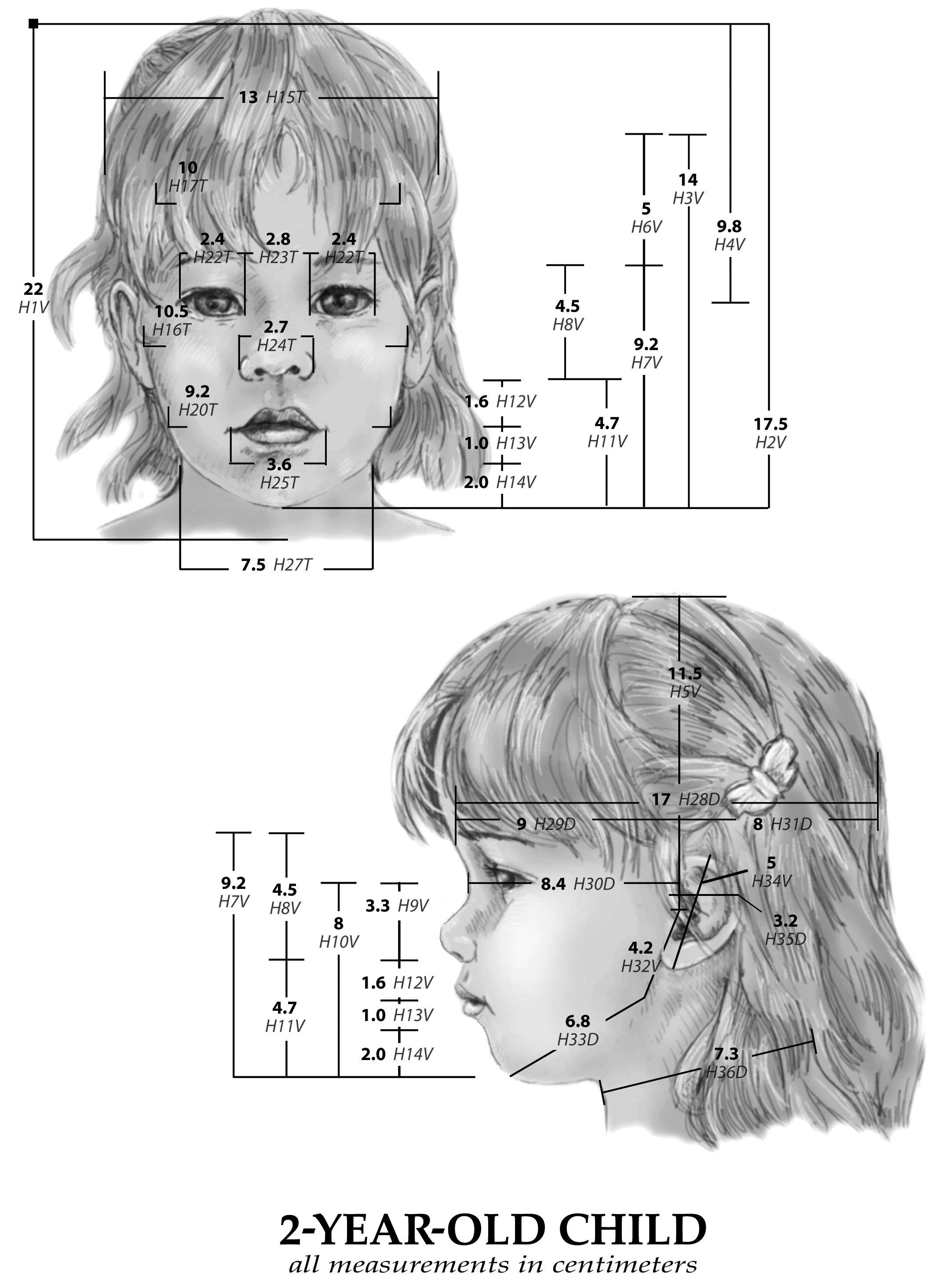
النسب الجسمية للأطفال، مثال توضيحي من نسب الأطفال الفنانين.

## فهرس
- Gottfried Bammes: Studien zur Gestalt des Menschen. Verlag Otto Maier GmbH, Ravensburg 1990, (ردمك 3-473-48341-9).

## روابط خارجية
- Deriabin، V. E. (1987). "Age-related changes in human body proportions studied by the method of principal components". Nauchnye Doklady Vysshei Shkoly. Biologicheskie Nauki ع. 1: 50–55. PMID:3828410.
- Bogin، B؛ Varela-Silva، M. I. (2010). "Leg length, body proportion, and health: A review with a note on beauty". International Journal of Environmental Research and Public Health. ج. 7 ع. 3: 1047–75. DOI:10.3390/ijerph7031047. PMC:2872302. PMID:20617018.{{استشهاد بدورية محكمة}}:  صيانة الاستشهاد: دوي مجاني غير معلم (link)
- Chan، Y؛ Salem، R. M.؛ Hsu، Y. H.؛ McMahon، G؛ Pers، T. H.؛ Vedantam، S؛ Esko، T؛ Guo، M. H.؛ Lim، E. T.؛ Giant، Consortium؛ Franke، L؛ Smith، G. D.؛ Strachan، D. P.؛ Hirschhorn، J. N. (2015). "Genome-wide Analysis of Body Proportion Classifies Height-Associated Variants by Mechanism of Action and Implicates Genes Important for Skeletal Development". The American Journal of Human Genetics. ج. 96 ع. 5: 695–708. DOI:10.1016/j.ajhg.2015.02.018. PMC:4570286. PMID:25865494.
- Alley، Thomas R. (فبراير 1983). "Growth-Produced Changes in Body Shape and Size as Determinants of Perceived Age and Adult Caregiving". Child Development. ج. 54 ع. 1: 241–248. DOI:10.2307/1129882. JSTOR:1129882.
- Pittenger، John B. (1990). "Body proportions as information for age and cuteness: Animals in illustrated children's books". Perception & Psychophysics. ج. 48 ع. 2: 124–30. DOI:10.3758/BF03207078. PMID:2385485.
- Changing body proportions during growth